# Marnes-la-Coquette
Marnes-la-Coquette is een gemeente in het Franse departement Hauts-de-Seine (regio Île-de-France) en telt 1695 inwoners (2005). De plaats maakt deel uit van het arrondissement Boulogne-Billancourt.

## Geografie
De oppervlakte van Marnes-la-Coquette bedraagt 3,5 km², de bevolkingsdichtheid is 484,3 inwoners per km².
De onderstaande kaart toont de ligging van Marnes-la-Coquette met de belangrijkste infrastructuur en aangrenzende gemeenten.

## Demografie
Onderstaande figuur toont het verloop van het inwonertal (bron: INSEE-tellingen).